# Еухеніо Морель
Еухеніо Морель (ісп. Eugenio Morel, нар. 1 січня 1950, Асунсьйон) — парагвайський футболіст, що грав на позиції нападника, зокрема за національну збірну Парагваю, у складі якої — володар Кубка Америки. 

## Клубна кар'єра
Виступи у дорослому футболі починав в Аргентині, де на початку 1970-х грав за «Расінг» (Авельянеда) та «Тальєрес» (Ремедіос).
1974 року продовжив кар'єру на батьківщині, граючи протягом шести років за «Лібертад».
Після успішного виступу на Кубку Америки 1979 року отримав запрошення від керівництва «Архентінос Хуніорс» і 1980 року повернувся до Аргентини. Після двох років у цій команді ще одін рік відіграв в Аргентині за «Сан-Лоренсо», після чого знову виступа на батьківщині, за «Серро Портеньйо».
У 1984 році захищав кольори болівійського «Орієнте Петролеро», згодом епізодично грав за чилійський «О'Хіггінс» та низку парагвайських команд.

## Виступи за збірну
1979 року дебютував в офіційних матчах у складі національної збірної Парагваю. Того ж року допоміг команді здобути перемогу у розіграші Кубка Америки 1979 року, ставши із чотирма забитими голами найкращим бомбардиром турніру.
Загалом протягом кар'єри у національній команді, яка тривала 3 роки, провів у її формі 14 матчів, забивши 6 голів.

## Титули і досягнення

### Командні
- Чемпіон Парагваю (1):

«Лібертад»: 1976
- Володар Кубка Америки (1):

1979

### Особисті
- Найкращий бомбардир Кубка Америки (1):

1979 (4 голи)